# Тахтинское сельское поселение
Тахтинское се́льское поселе́ние — сельское поселение в Ульчском районе Хабаровского края. Административный центр — село Тахта, также включает в себя село Новотроицкое.

## Население
| 2010 | 2011 | 2012 | 2013 | 2014 | 2015 | 2016 |
| ---- | ---- | ---- | ---- | ---- | ---- | ---- |
| 666  | ↘662 | ↘642 | ↘630 | ↘624 | ↗630 | ↘621 |
| 2017 | 2018 | 2019 | 2020 | 2021 |      |      |
| ↗623 | ↘606 | ↘583 | ↘575 | ↘572 |      |      |